# 林百欣
林百欣（1914年12月21日—2005年2月18日），通常尊稱為「林伯」，生於中華民國廣東省潮陽縣棉城鎮（今屬潮阳区棉城街道），香港製衣業及香港地產業商人，麗新集團創辦人，於1990年至1998年曾為亞洲電視董事局主席及永遠榮譽主席，於1993年4月成為港事顧問，於1995年12月成為香港特別行政區籌委會委員，於1996年11月成為香港特別行政區第一屆政府推選委員會委員。

## 簡歷

### 早年經歷
林百欣出身富裕，父親為汕頭銀行家林獻之。林百欣幼年在汕頭旅汕廣州學校讀書，於1931年隨父移居香港，轉讀九龍民生書院，1933年畢業。1935年，21歲的林百欣聽從父令回到汕頭，在當地佳成銀行做學徒；1937年經由澳門重返香港創業，初期做行街推銷員，第二次世界大戰後於1945年林百欣和夫人在深水埗元洲街成立成福針織廠。1947年創辦麗新製衣，開始經營紡織品及布料貿易，主要製造出口成衣。市場包括歐洲、美國及非洲等地，曾有「非洲王」的稱號。他曾在1965年捐出一萬元作為母校民生書院延文禮士道新校門的建築費。三年後為紀念他的母親又再捐出港幣一萬元作為「林李瑞生太夫人紀念獎學金」的獎學基金。及後民生書院需要修建禮堂，林百欣捐出港幣一百一十萬元支持。命名為「林百欣堂」的禮堂於1982年修建完成時由林百欣主持啟用禮。

### 進軍地產業
1970年，林百欣進軍地產業，投資工業樓宇，並於1972年將麗新上市；1987年把成衣業務分拆上市，地產業務易名為麗新發展。

### 投資臺灣紡織業
1975年，林百欣就在台灣投資臺北縣三峽鎮的大來紡織及桃園縣的民興紡織，生產布料、紡紗等產品，可說是台灣最早發展機能性牛仔布料的廠商之一，但在設備老舊下，逐漸退出台灣紡織界。
林百欣家族曾經與台灣的華隆紡織合力炒作過民紡的股票，最後林百欣高檔順利出脫，而華隆紡織卻抱了一缸子，只好入主民紡。

### 購入亞視
1988年6月17日與新世界發展鄭裕彤合作，以4億港元購入亞洲電視控制股權，其後擔任董事局主席及永遠榮譽主席。

### 擴展業務
在全盛時期，林百欣事業曾擴展至生產台灣紡織業、零售及批發、地產發展及投資、中國房地產、酒店、電訊、傳媒及娛樂事業等。旗下的麗新國際曾於1989年1月31日列入恒生指數成份股，1993年11月16日股價曾升至11港元、市值283.6億港元；其後股價及市值下跌，1994年11月30日被剔出恒生指數成份股。1997年，林百欣次子林建岳在沒有徵求林百欣同意下，以69億港幣高價購入中環富麗華酒店，加上1998年亞洲金融風暴後樓價大跌，令集團嚴重負債62億港元，股價從1997年每股12元跌至最低6毫港幣。

### 臺灣莊育焜涉嫌貪污案
林百欣曾被指與台灣臺北縣三芝鄉土地弊案及國立台北大學特定區徵收弊案有關。1997年，台北地檢署調查前台北縣政府地政局局長莊育焜涉嫌貪污案件時，發現因徵收林位於三峽鎮台北大學特定區的大來紡織廠土地時，莊曾接受林百欣的港幣五千餘萬賄款，由於賄款之巨，及莊育焜是時任民主進步黨籍台北縣長尤清的得意門生，當時又正值換屆選舉，特別引起注目。1997年12月16日，林百欣前往台灣，在入境時被捕，並一度被有關當局扣留超過一年。1999年台北地方法院判處林百欣賄賂及洗錢罪名成立，入獄3年2個月；當時林百欣的交保金額高達4,000萬新台幣，曾創下當時台灣司法史上最高交保金額紀錄。期間香港特區行政长官董建華曾要求台灣方面釋放林百欣，更表示特區政府會派員到台灣將林百欣從獄中帶回香港，被指干預台灣司法制度。

### 與臺灣關係疏遠
2003年，林百欣身體還硬朗時，曾參加香港富豪團赴京拜會中國國家主席胡錦濤行程，並坦言到北京是學習愛國愛港，積極擁抱中國，與台灣關係愈來愈疏遠。

### 晚年生活
2004年12月8日，林百欣把其名下麗新國際約33.73%股權轉讓予Wisdoman，同年12月14日以饋贈方式將股權轉讓予其二太余寶珠及次子林建岳，各佔一半權益。

### 逝世
2005年1月底，林百欣因患上吸入性肺炎而入院，期間引起膽管發炎、肺部感染及腎功能衰竭等併發症，蔓延至小腸與大腸，延至2月18日上午11時於瑪麗醫院病逝，終年90歲。
2005年3月4日，麗新集團董事局主席，亞洲電視董事局主席及永遠榮譽主席林百欣的喪禮在鰂魚涌香港殯儀館舉行，亞視的許多演職員及親朋好友紛紛到場，向這位傳奇人物做最後的告別。

### 社會評價
2005年，中國科學院紫金山天文台的小行星命名委員會將一顆國際編號的5539號小行星命名為“林百欣星”，以表彰和紀念林伯熱心公益及教育事業的巨大貢獻。

## 個人生活
林百欣性格節儉勤奮，直至90歲仍然一星期工作7天。
林百欣最喜愛的食物是麥當勞的魚柳包。
林百欣和比他大幾個月的元配賴元芳結婚於1935年，1950年，24歲的妾室余寶珠介紹林百欣買入基隆街麗新製衣廠，後在1950年結婚，1957年和20歲的三太顧瑞英結婚，1969年和20歲的四太蔡艷如結婚，1979年離婚。

### 慈善事務
林百欣熱心於慈善及教育事業，捐款超過6億港元；在家鄉潮州、汕頭捐款達3億港元。在汕頭有以他為名的林百欣國際展貿中心、汕头经济特区林百欣中学（於1988年落成）、潮陽林百欣中学（位于汕頭市潮陽區棉城棉西路336号）、林百欣科技中專（於1994年落成）、汕頭林百欣圖書館（於1997年落成至2006年10月遷館時更名）等等。
而他多年來亦對香港大學捐獻善款超過3,000萬港元。2003年SARS爆發期間曾捐出2,000萬元予香港大學以作SARS研究用途。他亦在香港捐款創辦仁濟醫院以及仁濟醫院林百欣中學（於1982年落成）。
在逝世前夕，他亦向香港潮陽同鄉會捐款350萬港元，以支付分拆香港潮陽小學下午校為新小學的設備添置費。因此，該校於2005年分拆後命名為潮陽百欣小學。

### 名下馬匹
林百欣喜愛賽馬，曾於香港養有多匹馬，包括「飛躍舞士」、「鍾意寶」、「金雞」及「一言九鼎」等。「飛躍舞士」是由簡炳墀訓練，競賽生涯中共取得5冠7亞2季，贏得1987年香港冠軍暨遮打盃和於1988年1月24日舉行之第一屆香港邀請盃，「鍾意寶」曾勝出第一屆百週年紀念短途盃。

## 榮譽
- 1991年：汕頭市“榮譽市民”
- 1992年：廣州市“榮譽市民”
- 1995年－2004年：香港大學教研發展基金榮譽會長
- 1996年：廈門市“榮譽市民”
- 1998年：亞洲電視永遠榮譽主席
- 2003年：香港大學榮譽院士銜[4]
- 2004年：中山市“榮譽市民”

## 家族成員
- 林獻之（1867年－1956年5月）：1920年代至1930年代的汕頭商人兼銀行家。= 林李瑞生（二太）
  - 林百智（排行第八）
    - 林建欽

  - 林百欣（排行第九）= 賴元芳（元配，1914年1月4日－2013年1月13日）、余寶珠（二太，1926年12月13日－）、顧瑞英（三太，1936年－）、蔡艷如（四太，1949年－，已改嫁）
    - 林建名（1937年8月30日－2021年1月8日）（賴元芳所出）= 莊素明、林佩嫦、王薇（前女友）
      - 林煒珊 Vanessa（1971年10月19日－）林建名的女兒，現任鱷魚恤執行董事兼副行政總裁、鱷魚恤香港零售部門主管，以及擔任仁濟醫院副主席、香港百仁基金總理、北京海淀區政協委員、中國省委統戰部港澳地區政協委員等公職。
      - 林煒琦 Vicky（1972年10月3日－）林建名的二女兒，任麗新集团的董事，中国湖南省政協委员，香港中國婦女會董事及香港中國婦女會中學校監，香港设计中心大使，香港上市商會委員。擁有清華大學，美国南加州大学及法國Insead公商學士及碩士學位。
      - 林煒珽 Veronica（1988年－）
      - 林孝信 Howard（1988年－）

    - 林建岳（1957年8月7日－）（余寶珠所出）= 謝玲玲（前妻）、陳浥萍（前女友）
      - 林孝賢 Lester（謝玲玲所出）（1981年7月15日－）
      - 林恬兒 Emily（謝玲玲所出）（1984年10月10日－）
      - 林顥伊 Evelyn（謝玲玲所出，之前叫林愛兒）
      - 林心兒 Eleanor（謝玲玲所出， 龙凤胎）
      - 林孝能 Lucas（謝玲玲所出， 龙凤胎）
      - 林利兒 Lyann（2001年－）（陳浥萍所出）

    - 林建康（1967年11月16日－）= 黃寧艷
      - 林孝勇 Edward（2001年11月5日－）
      - 林孝政

    - 林淑瑩（1955年－）（賴元芳所出）
    - 林明珠（1957年－）（顧瑞英所出）
    - 林淑玲（蔡艷如所出）
      -         - 林普仁（排行十一）
        - 林伟明
        - 林建高
          - （另有五子女）
          - （另有十子女）